# Pathé Ciss
Pathé Ismaël Ciss (Dakar, 16 de marzo de 1994) es un futbolista senegalés que juega como centrocampista y milita en el Rayo Vallecano de la Primera División de España.

## Trayectoria
Se formó en la cantera del Diambars, con el que jugó en la Liga senegalesa de fútbol antes de llegar en 2017 União Madeira. En la temporada 2018-19 fue cedido al F. C. Famalicão, en el que jugó 28 encuentros y anotó cuatro goles, contribuyendo al ascenso a la Primera División de Portugal.
En septiembre de 2019 se confirmó su cesión al C. F. Fuenlabrada de España por una temporada. Tras la misma permaneció en el club una campaña más, jugando entre ambas la cifra de 53 partidos entre Liga y Copa, anotando seis tantos. El 28 de julio de 2021 fue traspasado al Rayo Vallecano por cuatro temporadas.

## Selección nacional
En septiembre de 2022 debutó con la selección de Senegal saliendo de titular en un amistoso ante Bolivia. Dos meses después fue citado para disputar la Copa Mundial de Catar.

## Clubes
| Club                       | País     | Año       |
| -------------------------- | -------- | --------- |
| Diambars                   | Senegal  | 2016-2017 |
| União Madeira              | Portugal | 2017-2020 |
| F. C. Famalicão (cedido)   | Portugal | 2018-2019 |
| C. F. Fuenlabrada (cedido) | España   | 2019-2020 |
| C. F. Fuenlabrada          | España   | 2020-2021 |
| Rayo Vallecano             | España   | 2021-     |